# Tatiana Guzmán

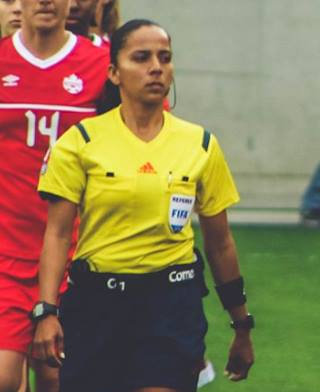
Tatiana Guzmán (2016)

Tatiana Guzmán Alguera (* 1987) ist eine nicaraguanische Fußballschiedsrichterin.
Seit 2014 steht sie auf der Liste der FIFA-Schiedsrichter (seit 2023 auch als Videoschiedsrichterin) und leitet internationale Fußballpartien.
Guzmán leitete jeweils ein Spiel beim Women’s Gold Cup 2014 und beim Women’s Gold Cup 2018 in den Vereinigten Staaten sowie bei der CONCACAF W Championship 2022 in Mexiko.
Zudem war sie Videoschiedsrichterin beim Gold Cup 2021 in den USA, bei der U-17-Weltmeisterschaft 2022 in Indien und bei der Weltmeisterschaft 2023 in Australien und Neuseeland.